# خرمال إبري
خرمال إبري (الاسم العلمي: Diospyros aculeata) هو نوع من النباتات يتبع جنس الخرمال من الفصيلة الأبنوسية.